# Nachnutzung der WGT-Liegenschaften
Die sowjetischen Truppen in Deutschland (offizielle Bezeichnung seit 1988 Westgruppe der Truppen, abgekürzt WGT) nutzten im Zeitpunkt der Wiedervereinigung eine Fläche von rd. 240.000 ha; das entspricht ungefähr der Fläche des Saarlandes.
Zu den Voraussetzungen der Wiedervereinigung Deutschlands als Mitglied der NATO gehörte die Beendigung der Stationierung sowjetischer Truppen auf deutschem Boden. Demgemäß wurde in Art. 4 des Zwei-plus-Vier-Vertrages vom 12. September 1990 vereinbart:

„Die Regierungen der Bundesrepublik Deutschland, der Deutschen Demokratischen Republik und der Union der Sozialistischen Sowjetrepubliken erklären, daß das vereinte Deutschland und die Union der Sozialistischen Sowjetrepubliken in vertraglicher Form die Bedingungen und die Dauer des Aufenthalts der sowjetischen Streitkräfte auf dem Gebiet der heutigen Deutschen Demokratischen Republik und Berlins sowie die Abwicklung des Abzugs dieser Streitkräfte regeln werden, der bis zum Ende des Jahres 1994 im Zusammenhang mit der Verwirklichung der Verpflichtungen der Regierungen der Bundesrepublik Deutschland und der Deutschen Demokratischen Republik, auf die sich Absatz 2 des Artikels 3 dieses Vertrags bezieht, vollzogen sein wird.“

Diese Verpflichtung wurde mit dem Aufenthalts- und Abzugsvertrag (AAV) umgesetzt. Er legitimierte einerseits den befristeten Aufenthalt sowjetischer Truppen in Deutschland und regelte andererseits die Umstände seiner Beendigung.

## Eigentumsverhältnisse
Von den erwähnten 240.000 ha waren rd. 226.000 ha Eigentum des Volkes. Diese Flächen wurden nach Art. 21 Einigungsvertrag Eigentum des Bundes. Für die Wahrung der Eigentümerrechte und die Beachtung der Eigentümerpflichten sowie für die sukzessive Rücknahme im Zuge des Truppenabzugs waren die Behörden der Bundesvermögensverwaltung, auf Ortsebene die Bundesvermögensämter, zuständig.
14.000 ha hatten andere Eigentümer. Nach Art. 2 des Zustimmungsgesetzes zum AAV galt die fortdauernde Inanspruchnahme durch die sowjetischen Truppen als vorzeitige Besitzeinweisung im Sinne des Landbeschaffungsgesetzes. Damit wurde unabhängig davon, auf welcher Rechtsgrundlage der sowjetische Staat die Grundstücke zu SBZ- bzw. DDR-Zeiten in Anspruch genommen hatte, hierfür – vorübergehend, bis 1994 – eine Legitimation geschaffen.
Nach Art. 8 AAV standen den sowjetischen Truppen bundeseigene Liegenschaften unentgeltlich zur Verfügung. Für die Nutzung von Liegenschaften im Eigentum anderer Personen
oder Rechtsträger war geregelt, dass die sowjetischen Truppen über die deutschen Behörden ein Nutzungsentgelt zu zahlen hatten. Nach Rückgabe durch die sowjetische Seite übergaben die Bundesvermögensämter den Berechtigten den Besitz.

## Umweltfragen

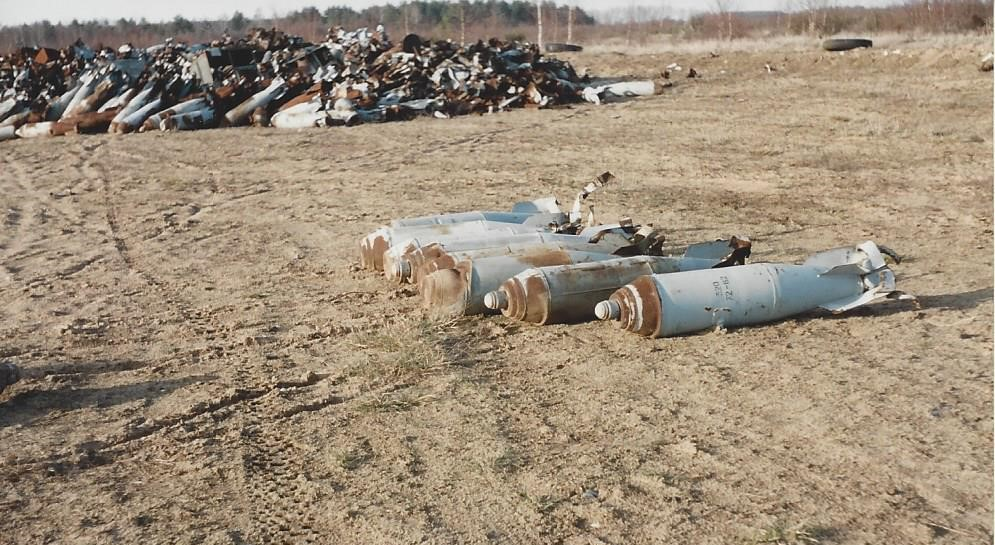
Bombenschrott der 16. Luftarmee auf dem Truppenübungsplatz Retzow, 1993

Altlasten und Kampfmittel belasteten einen Großteil der WGT-Liegenschaften erheblich. Dies lag zum einen daran, dass diese zum Teil schon vor 1945, nicht selten schon vor 1918, militärisch genutzt waren. In manchen Bereichen waren sie in der Endphase des Zweiten Weltkriegs umkämpft gewesen und alle Grundstücke wurden schließlich 45 Jahre lang durch intensive sowjetische militärische Nutzung geprägt. Ein extremes Beispiel hierfür ist das sogenannte Bombodrom in Brandenburg, der erstmals durch die militärische Nutzung seit 1945 kontaminiert wurde.
Das Umweltbundesamt beauftragte daher die IABG, eine flächendeckende Ermittlung von Altlastenverdachtsflächen vorzunehmen. Es wurden 15.000 Altlastenverdachtsflächen ermittelt, bei denen weiterer Handlungsbedarf gegeben war. Bis 1996 wurden etwa 16.500 Sofortmaßnahmen veranlasst. Darüber hinaus übernahm der Bund den größten Teil der Kosten für die Abfallentsorgung.

## Weiteres Schicksal der Liegenschaften
Bundesbehörden, insbesondere aber die Bundeswehr, prüften die Eignung von WGT-Liegenschaften für ihre Zwecke. Sofern ein Bundesbedarf bestand, übergab das Bundesvermögensamt die Liegenschaft durch Verwaltungsvereinbarung dem Bedarfsträger, im Falle der Bundeswehr der Standortverwaltung. Andernfalls waren die Objekte zum Verkauf vorgesehen. Allerdings ermöglichten haushaltsrechtliche Regelungen (sogenannte Haushaltsvermerke), dass die Bundesvermögensämter die Liegenschaften zu einem ermäßigten Preis (die Ermäßigung betrug bis zu 80 % des Verkehrswertes) an Länder, Kommunen oder andere öffentliche Einrichtungen verkaufen durften.

## Angebot des Bundes an die Länder
Anfang der 1990er Jahre bot der Bund den Ländern an, die nicht mehr für Bundeszwecke benötigten und noch nicht veräußerten WGT-Liegenschaften pauschal auf die jeweiligen Länder zu übertragen. Dabei ging der Bund von einem attraktiven Paket aus, das sowohl wertvolle Innenstadtgrundstücke z. B. in Potsdam, Dresden und Magdeburg als auch problematische belastete Flächen in strukturschwachen ländlichen Gebieten enthielt.

### Brandenburg, Sachsen und Thüringen
Die Länder Brandenburg, Sachsen und Thüringen nahmen das Angebot an. Zwischen dem Bund und ihnen wurden entsprechende Verwaltungsabkommen geschlossen.
Wesentlicher Inhalt der Verwaltungsabkommen sind:
- Unentgeltliche Übertragung auf die Länder
- Vorbehalt für eventuellen Bundesbedarf (betraf z. B. den Flugplatz Sperenberg)
- Verbleib besonders stark ökologisch belasteter Flächen beim Bund

Um den Eigentumswechsel verfahrensmäßig zu beschleunigen, wurde das Zuordnungsergänzungsgesetz als Art. 17 des Registerverfahrenbeschleunigungsgesetzes (RegVBG) vom 20. Dezember 1993 (BGBl. I S. 2182, 2232) erlassen. Dessen § 1 ergänzte das Zustimmungsgesetz zum AAV dahingehend, dass
- bundeseigene ehemalige WGT-Liegenschaften,
- die nicht mehr nach dem Vertrag in Anspruch genommen werden,
- gemäß einer Einigung zwischen Bund und dem betreffenden Land
- auf Antrag des Landes diesem durch Zuordnungsbescheid nach dem Vermögenszuordnungsgesetz übertragen werden können.

Die Länder erließen Gesetze zur Verwaltung und Verwertung der vom Bund übernommenen WGT-Liegenschaften.

#### Brandenburg
Brandenburg richtete 1994 das unselbständige Sondervermögen Grundstücksfonds Brandenburg ein, das zum 31. Dezember 2004 aufgelöst und in den Landeshaushalt überführt wurde.
Für bestimmte förderungswürdige Zwecke durften die Liegenschaften zeitweise verbilligt veräußert werden.
Von den über 100.000 ha, die das Land übernommen hat, wurden nach Mitteilung des Landes mehr als 93 % einer zivilen Nutzung zugeführt. Dazu wurden Hilfen der EU, des Bundes und des Landes in Anspruch genommen.

### Sachsen-Anhalt und Mecklenburg-Vorpommern
Sachsen-Anhalt und Mecklenburg-Vorpommern nahmen das Angebot des Bundes nicht an; in diesen Ländern privatisierte die Bundesvermögensverwaltung die Liegenschaften, sofern kein Bundesbedarf bestand.

## Verwaltungsvorschriften
- Richtlinie des TMLNU für die Förderung von Maßnahmen der Altlastenbehandlung im Freistaat Thüringen – Förderrichtlinie Altlasten –[13]